# Harry Hoppe
Harry Hoppe (11 de fevereiro de 1894 - 23 de agosto de 1969) foi um general alemão que serviu no Deutsches Heer durante a Segunda Guerra Mundial. Foi condecorado com a Cruz de Cavaleiro da Cruz de Ferro com Folhas de Carvalho.

## Condecorações
| Cruz de Ferro (1914) 2ª Classe                                      | 20 de março de 1916    |
| Cruz de Ferro (1914) 1ª Classe                                      | 15 de março de 1917    |
| Distintivo de Feridos (1914) em Preto                               |                        |
| Distintivo de Feridos (1914) em Prata                               |                        |
| Cruz de Cavaleiro da Ordem da Casa Real de Hohenzollern com Espadas | 17 de abril de 1918    |
| Cruz de Honra da Guerra Mundial 1914/1918                           |                        |
| Medalha da Muralha Ocidental                                        |                        |
| Cruz de Ferro (1939) 2ª Classe                                      | 26 de setembro de 1939 |
| Cruz de Ferro (1939) 1ª Classe                                      | 12 de julho de 1941    |
| Medalha da Frente Oriental                                          |                        |
| Distintivo da infantaria de assalto                                 |                        |
| Cruz Germânica em Ouro                                              | 16 de maio de 1942     |
| Cruz de Cavaleiro da Cruz de Ferro                                  | 12 de setembro de 1941 |
| Cruz de Cavaleiro da Cruz de Ferro com Folhas de Carvalho nº 682    | 18 de dezembro de 1944 |
| Mencionado na Wehrmachtbericht                                      | 6 de julho de 1944     |